# Мукан-каган
Мукан-каган (ст.-тюрк. 𐰢𐰆𐰴𐰣𐰴𐰍𐰣, кит.: 木桿可汗/木杆可汗) — 3-й великий каган Тюркського каганату в 553—572 роках. Під час його володарювання тюрки досягли найбільшої могутності, територія каганату простягалася від Каспійського моря на заході і до Ляодунської затоки на сході.

## Життєпис
Походив з династії Ашина. Син Бумин-кагана. При народженні отримав ім'я Кушу (китайські джерела називали його Сицзінь або Яньду). 553 року після смерті великого кагана Кара Іссик-хана зумів стати новим володарем держави. Змінив ім'я на мукан-каган.
Змінив порядок спадкування влади в каганаті, за яким тепер молодший брат наслідував старшому і старший небіж молодшому стрийкові. Також було завершено систему управління каганатом, який значно виріс. Окрім кагана Заходу, де залишив Істемі було спроваджено кагана Сходу з титулом тун-мієн («Той, що дивиться на схід»), кагана півдня і кагана півночі (жутан-хана). Крім того, було збережено посаду співволодаря великого кагана — ябгу-кагана.
Продовжив війну проти Жужанського каганату. Вже у 553 році завдав поразки кагану Юзіулю Диншуцзі, який 554 року відступив під захист держави Західна Вей. Втім невдовзі через конфлікт з останнім жужани відступили у степ, де 555 року Мукан-каган знову завдав їм поразки. Зрештою жужанського кагана було видано тюркам. За наказом Мукан-кагана Диншуцзі та всю його рідню було страчено. Разом з цим вдалося підкорити киргизів та кіданів на півночі. Кордоном каганату стали Саянські гори і Байкал. На півдні також завдано поразки сяньбійській державі Тогон (біля озера Кукунор).
560 року призначив молодшим співволодарем (ябгу-каганом) свого брата Маган-тегіна. Слідом за цим наказав Істемі, кагану Заходу, підкорити племена усунів, нушібі, дулу, абарів, що було зроблено. За цим встановлено зверхність над Хорезмом. Кагана півдня (ім'я невідоме) підкорив Хотан і Согд. 560 року укладено союз з Сасанідською Персією, разом з якою 565 року було знищено державу ефталітів. Водночас війська тюрком дійшли до південного Уралу та Каспійського моря, підкоривши хіонітів, варів, огрів, хазар. Слідом за цим владу Мукан-кагана визнали утігури та алани.
Протягом 556—560 років, коли відбувалися перші західні та північні походи, Мукан-каган дотримувався мирних стосунків з китайськими державами Північна Чжоу і Північна Ці. У 561 році уклав союз з державою Північна Чжоу, відкинувши союз із Північною Ці. Водночас видав свою доньку за чжоуського імператора У-ді.
563 року спільно з армією північного Чжоу виступив проти Північної Ці, столицю якої — Цзіньян — взяв в облогу. Не звиклий до тривалих облог Мукан-каган наказав сплюндрувати ворожі володіння та відступив до своєї ставки. При цьому на зворотньому шляху 564 року у горах тюрки зазнали поразки від армії Північної Ці. Надалі Мукан-каган наполягав на нових походах проти Північної Ці. Незважаючи на це, протягом 565—567 років приймав посланців останньої.

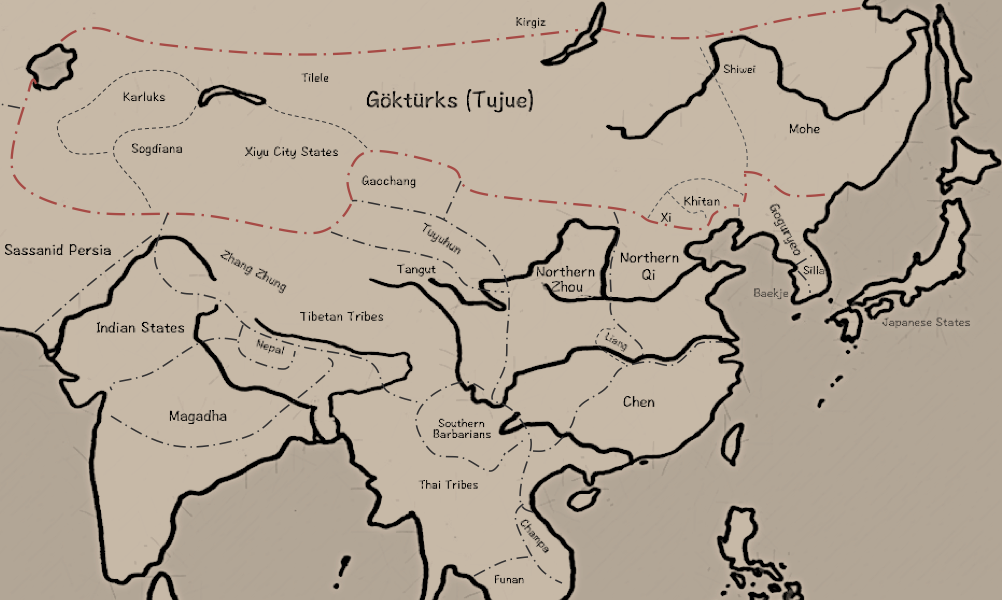
Тюркський каганат на момент смерті Мукан-кагана

 Зберігав мирні стосунки з усіма сусідами до самої смерті 572 року. Йому спадкував молодший брат Таспар-каган.

## Зовнішність
Китайські джерела надають такий опис зовнішнього вигляду та характеру Мукан-кагана: «виглядав особливо — його обличчя було шириною більше ступні і мало дуже червоний колір; очі його блищали, як дві скляних кулі; він був сильний і жорстокий від природи. Він ревно займався завойовними походами».